# Chris Colorado
Chris Colorado – francuski serial animowany.

## Opis fabuły
Jest to historia rodziny Krantzów, w skład której wchodzą m.in. Chris Colorado, William Erwin Krantz, Richard Jullian, Jennifer Jullian, Wenceslav Krantz, Loren Krantz, Vladimir, Sam Colorado. Poza tym występują jeszcze inne postaci: Chippowok, Jack Mitchell, Rebecca Woonq, Herb Forsythe III, Thanatos, Storm, Tanorzy i Mosaisi. 
Akcja rozgrywa się w przyszłości, ukazując postapokaliptyczną wizję Ziemi w znacznej części zniszczonej przez uderzenie komety. Głównym bohaterem jest tytułowy Chris Colorado, były żołnierz, który wraz z przyjacielem Chippowokiem walczy z przywódcą grupy cyborgów Thanatosem. Nie wie on jednak, jak bardzo los jego i jego najbliższych, związany jest z losem jego wrogów. I że przeznaczenie, już wkrótce, każde mu zmierzyć się z przeciwnikiem o wiele groźniejszym, niż sobie to wyobrażał.

## Wersja polska
Opracowanie i udźwiękowienie wersji polskiej: Studio Sonica

Reżyseria: Jerzy Dominik

Dialogi polskie:
- Dariusz Dunowski,
- Katarzyna Krzysztopik

Dźwięk i montaż:
- Agnieszka Stankowska,
- Ilona Czech-Kłoczewska

Organizacja produkcji: Elżbieta Kręciejewska

Udział wzięli:
- Andrzej Ferenc – Chris Colorado
- Tomasz Marzecki – Chippowok
- Karina Szafrańska – Jennifer Jullian
- Anna Apostolakis – Rebeka Woonq
- Marcin Troński – Richard Jullian
- Andrzej Gawroński – Herb Forsythe III
- Janusz Bukowski
- Mieczysław Morański
- Mikołaj Müller
- Jarosław Boberek
- Jacek Kopczyński
- Krystyna Kozanecka
- Ryszard Olesiński
- Włodzimierz Bednarski
- Jerzy Dominik

i inni

## Odcinki
- Serial emitowany był w Cartoon Network w bloku Toonami. Była to angielska wersja serialu.
- W Polsce pojawił się po raz pierwszy 8 listopada 2003 roku.
- Cartoon Network Polska wyemitował wpierw 17 odcinków, następnie odcinki od 19-26.
- Odcinek 18 był wyemitowany po raz pierwszy i jedyny 26 maja 2004 roku.
- Emisja serialu w Polsce zakończyła się 3 września 2004 roku.

### Spis odcinków
| Premiera odcinka | Nr | Polski tytuł               | Angielski tytuł                |
| ---------------- | -- | -------------------------- | ------------------------------ |
|                  |    |                            |                                |
| SERIA PIERWSZA   |    |                            |                                |
|                  |    |                            |                                |
| 08.11.2003       | 01 | Agent Komandora            | The Commander’s Agent          |
|                  |    |                            |                                |
| 09.11.2003       | 02 | Miasto dobrze strzeżone    | The Protected City             |
|                  |    |                            |                                |
| 15.11.2003       | 03 | Strefa zakazana            | The Forbidden Zone             |
|                  |    |                            |                                |
| 16.11.2003       | 04 | Noc Hopi                   | The Night Of Hopi              |
|                  |    |                            |                                |
| 22.11.2003       | 05 | Rejs Wolności              | The Voyage Of The Liberty      |
|                  |    |                            |                                |
| 23.11.2003       | 06 | Tajemnicza kobieta         | The Woman Behind The Veil      |
|                  |    |                            |                                |
| 29.11.2003       | 07 | Szklany sześcian           | The Glass Cube                 |
|                  |    |                            |                                |
| 30.11.2003       | 08 | Wielka katastrofa          | The Great Crush                |
|                  |    |                            |                                |
| 01.02.2004       | 09 | Głosujcie na Julliana      | Vote For Jullian               |
|                  |    |                            |                                |
| 07.12.2003       | 10 | Tryumf Thanatosa           | The Triumph Of Thanatos        |
|                  |    |                            |                                |
| 13.12.2003       | 11 | W ukryciu                  | In Secret                      |
|                  |    |                            |                                |
| 14.12.2003       | 12 | Mozaisi                    | The Mosais                     |
|                  |    |                            |                                |
| 20.12.2003       | 13 | Gra pozorów                | False Appearance               |
|                  |    |                            |                                |
| 21.12.2003       | 14 | Marubo                     | Marubo                         |
|                  |    |                            |                                |
| 27.12.2003       | 15 | Obłęd Chrisa Colorado      | The Madness Of Chris Colorado  |
|                  |    |                            |                                |
| 28.12.2003       | 16 | Thanatos kontra Thanatos   | Thanatos Against Thanatos      |
|                  |    |                            |                                |
| 03.01.2004       | 17 | Zaginiona biblioteka       | The Lost Library               |
|                  |    |                            |                                |
| 26.05.2004       | 18 | Duch Chichen-Itza          | The Phantom Of Chichen-Itza    |
|                  |    |                            |                                |
| 13.03.2004       | 19 | Bracia wrogowie            | Enemy Brothers                 |
|                  |    |                            |                                |
| 14.03.2004       | 20 | Testament Annouchki Krantz | The Legacy Of Annouchka Krantz |
|                  |    |                            |                                |
| 20.03.2004       | 21 | Tajemnica Palenque         | The Secret Of Palenque         |
|                  |    |                            |                                |
| 21.03.2004       | 22 | Kobiety na pustyni         | Women In The Desert            |
|                  |    |                            |                                |
| 27.03.2004       | 23 | Pościg                     | Manhunt                        |
|                  |    |                            |                                |
| 28.03.2004       | 24 | Projekt Minotaur           | Project Minotaur               |
|                  |    |                            |                                |
| 03.04.2004       | 25 | Syn Klona                  | Son Of A Clone                 |
|                  |    |                            |                                |
| 04.04.2004       | 26 | Przeznaczenie Krantz’ów    | The Destiny Of The Krantz      |
|                  |    |                            |                                |